# Fortiholcorpa paradoxa
Fortiholcorpa paradoxa  (лат.) — ископаемый вид скорпионниц рода Fortiholcorpa (близкого к семейству Holcorpidae). Обнаружен в юрских отложениях Китая (формация Хайфангоу близ деревни Даухугоу, уезд Нинчэн, Внутренняя Монголия, около 165 млн лет).
Длина тела 73,5 мм, длина переднего крыла — 20,5 мм. Фасеточные глаза крупные, овальной формы. Усики нитевидные.
Вид Fortiholcorpa paradoxa был впервые описан в 2013 году китайскими палеоэнтомологами Ц. Ваном, Ч. Ши и Д. Жэнем (Q. Wang, C. K. Shih, D. Ren, Китай) вместе с таксоном Miriholcorpa forcipata. Таксон Fortiholcorpa paradoxa включён в состав рода Fortiholcorpa Wang et al. 2013. Видовое название F. paradoxa дано из-за необычно увеличенных парадоксальных (paradoxa) задних сегментов брюшка.
Fortiholcorpa разделяет несколько общих признаков с родом Holcorpa (Holcorpa maculosa Scudder 1878), ранее включавшимся в состав семейства Panorpidae, но в настоящее время выделенным в отдельное семейство Holcorpidae. Однако Fortiholcorpa демонстрирует отличия в особенностях жилкования заднего крыла (5-разветвлённая жилка M), и у него отсутствуют шпоры на шестом абдоминальном сегменте. На этом основании род Fortiholcorpa в качестве incertae sedis (неясное таксономическое положение) включён в состав отряда Mecoptera.